# Георгієвка (Локтівський район)
Гео́ргієвка (рос. Георгиевка) — село у складі Локтівського району Алтайського краю, Росія. Адміністративний центр та єдиний населений пункт Георгієвської сільської ради.

## Населення
Населення — 636 осіб (2010; 746 у 2002).
Національний склад (станом на 2002 рік):
- росіяни — 96 %